# Lobocleta chabora
Lobocleta chabora är en fjärilsart som beskrevs av Druce 1893. Lobocleta chabora ingår i släktet Lobocleta och familjen mätare. Inga underarter finns listade i Catalogue of Life.